# فلاديمير سوزدال
إمارة فلاديمير سوزدال (بالروسية: Владимиро-Су́здальское кня́жество) أو فلاديمير-سوزدال روس، كانت واحدة من كبرى إمارات كييف روس في أواخر القرن الثاني عشر واستمرت حتى أواخر القرن الرابع عشر. لفترة طويلة كانت الإمارة تابعة للقبيلة الذهبية المنغولية. ينظر إليها تقليديًا باعتبارها مهد اللغة الروسية وهويتها، فلاديمير سوزدال، تطورت تدريجيا ضمن دوقية موسكو. كانت مدينة سوزدال في مطلع القرن الثاني عشر مركز إمارة روستوف - سوزدال في عهد الأمير يوري دولغوروكي (مؤسس موسكو). وفي عام 1157 نقل ابنه اندريه بوغولوبسكي العاصمة إلى فلاديمير وأصبحت الإمارة تسمى إمارة فلاديمير – سوزدال. في عام 1392 ضمت سوزدال إلى إمارة موسكو الكبرى. وفي القرن السادس عشر عانت سوزدال مع مدن روسيا الأخرى من محن وارزاء ازدواجية السلطة بعد وفاة إيفان الرهيب وابنه فيودور – آخر قيصر من اسرة ريوريك الحاكمة الروسية الأولى – لكن عندما هاجم البولنديون المدينة في عام 1612 صمدت أمام الهجوم.